# 터치 iTV
《터치 iTV》는 2000년부터 2004년까지 방송되었던 TV비평 옴부즈맨 프로그램이다.

## 종영 당시 경쟁 프로그램
- TV비평 시청자데스크 (KBS)
- TV 속의 TV (MBC)
- 열린 TV 시청자 세상 (SBS)
- 채널A 시청자 마당 (채널A)